# 下塘乡
下塘乡，是中华人民共和国江西省上饶市玉山县下辖的一个乡镇级行政单位。

## 行政区划
下塘乡下辖以下地区：
下塘村、新塘村、吕畈村、石塘村、均郑村、卓家村、溪北村、定湖村、松岭村、余佛村和曾家村。